# دنيس هيريرا
دنيس هيريرا (بالإنجليزية: Dennis Herrera)‏ هو محامي أمريكي، ولد في 1962.